# Szabolcs Schön
Szabolcs Gergely Schön (Boedapest, 27 september 2000) is een Hongaars voetballer die als aanvaller speelt.

## Carrière
Szabolcs Schön speelde in de jeugd van Budapest Honvéd FC en AFC Ajax. Op 17 september 2018 debuteerde hij voor Jong Ajax in de Eerste divisie, in de met 2-0 gewonnen thuiswedstrijd tegen Helmond Sport. Hij kwam in de 84e minuut in het veld voor Dennis Johnsen. In de winterstop van 2018/19 vertrok hij transfervrij naar MTK Boedapest FC. Begin 2021 ging hij naar FC Dallas.

### Statistieken
| Seizoen                        | Club             | Land           | Competitie        | Competitie | Competitie | Beker | Beker | Totaal | Totaal |
| Seizoen                        | Club             | Land           | Competitie        | Wed.       | Dlp.       | Wed.  | Dlp.  | Wed.   | Dlp.   |
| ------------------------------ | ---------------- | -------------- | ----------------- | ---------- | ---------- | ----- | ----- | ------ | ------ |
| 2018/19                        | Jong Ajax        | Nederland      | Eerste divisie    | 1          | 0          | –     | –     | 1      | 0      |
| 2018/19                        | MTK Boedapest FC | Hongarije      | Nemzeti Bajnokság | 2          | 0          | 0     | 0     | 2      | 0      |
| Carrièretotaal                 | Carrièretotaal   | Carrièretotaal | Carrièretotaal    | 3          | 0          | 0     | 0     | 3      | 0      |
| Bijgewerkt op 27 februari 2019 |                  |                |                   |            |            |       |       |        |        |

1 Gulácsi ·
2 Lang ·
3 Kecskés ·
4 Attila Szalai ·
5 Fiola ·
6 Orban ·
7 Nego ·
8 Nagy ·
9 Ádám Szalai  ·
10 Cseri ·
11 Holender ·
12 Dibusz ·
13 Schäfer ·
14 Lovrencsics ·
15 Kleinheisler ·
16 Gazdag ·
17 R. Varga ·
18 Sigér ·
19 K. Varga ·
20 Sallai ·
21 Botka ·
22 Bogdán ·
23 Nikolić ·
24 Schön ·
25 Hahn ·
26 Bolla ·
Coach: Rossi